# خلية رغوية

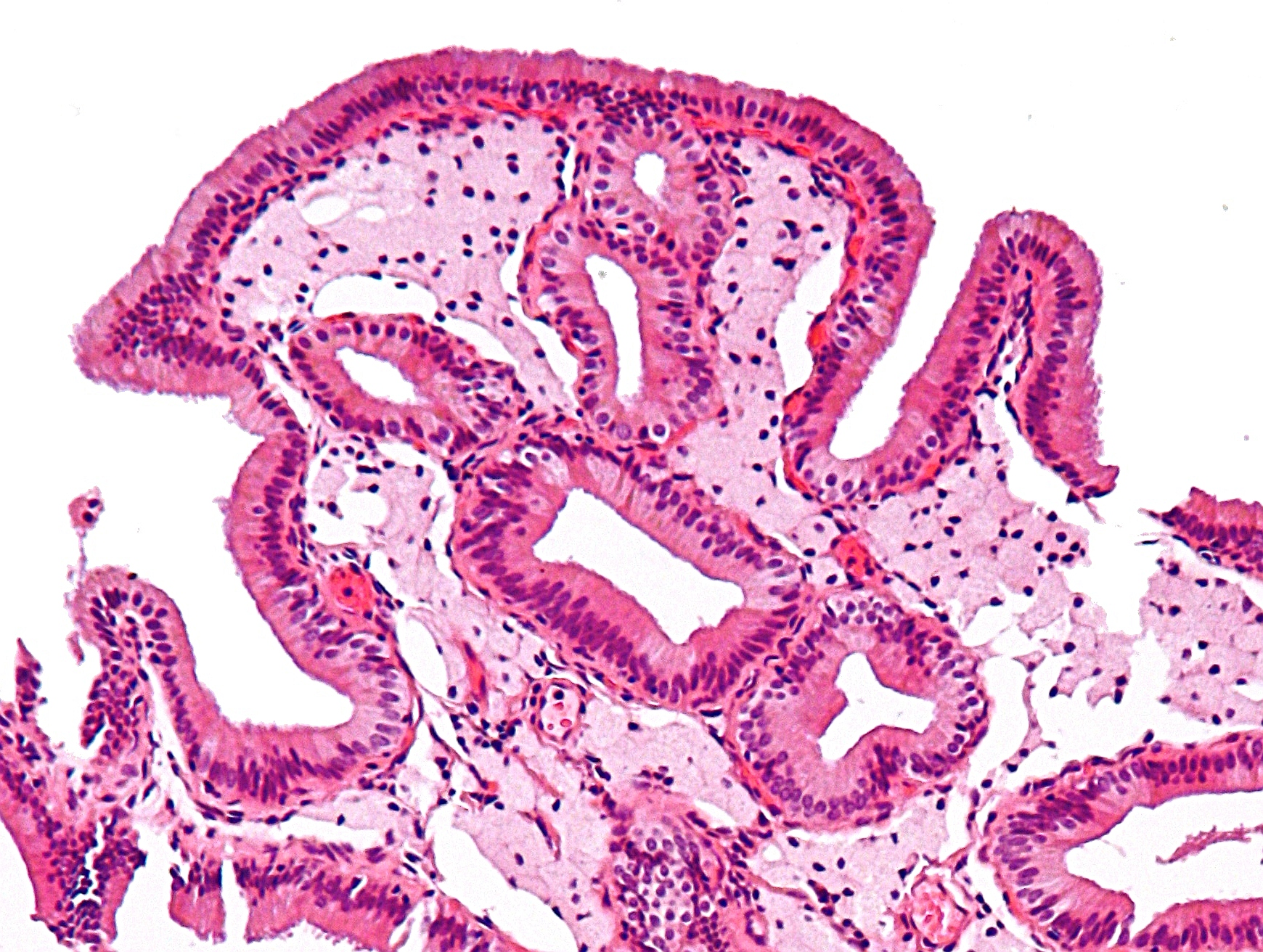
خلايا رغوية في كوليسترول المرارة.

الخلية الرغوية (بالإنجليزية: Foam cell)‏ هي خلايا مناعية دهنية تنتمي إلى نوع الخلايا البلعمية. تتكون هذه الخلايا من خلال عملية التصلب العصيدي، حيث تبدأ بترسب الليبوبروتين المنخفض الكثافة (LDL) وبعض الخلايا الجوالة في الدم على بطانه جدار الوعاء الدموى وخاصة في الأماكن التي بها أي تأذى في الخلايا الاندوثيليه (endothelial tissue )في جدار الاوعيه الدموية، ويبدأ تأكسدال(LDL) ويرحل في الخلايا البالعة لتكوين خلايا رغوية وتتطور هذه الخلايا في النسيج الشحمى خارج الخلية ويتم تغطيتها بمحفظة ليفية (fibroses)وهذة المراحل تحدث عاده في الخلايا العضليه الملساء التي تتكاثر لتكوين الكولاجين.
تسبب الخلايا الرغوية في الإصابة في السكتة القلبية وتصلب الشرايين.

## الصفات
تحوي كل الخلايا الالتهابية، أهم هذه الخلايا الالتهابية هي الخلايا الرغوية Foam Cells.
- خلايا كبيرة الحجم.
- تشتق من الخلايا البالعة.
- لهاحدود واضحة.
- لها نواة واضحة.
- تملكإيوزينية خفيفة.
- تحوي فجوات.

## وصلات إضافية
http://ley-lab.liai.org/publications/shashkin.pdf
http://www.ncbi.nlm.nih.gov/pubmed/16178764